# John Reynolds (motorcoureur)

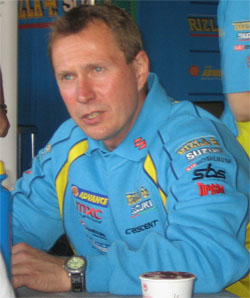
John Reynolds op het Snetterton Motor Racing Circuit in 2005.

John Stephen Reynolds (Ilkeston, 27 juni 1963) is een Brits voormalig motorcoureur. In 1992, 2001 en 2004 werd hij kampioen in het Brits kampioenschap superbike.

## Carrière
Reynolds begon zijn motorsportcarrière in het motorcross, voordat hij in 1987 de overstap maakte naar het wegrace. Dat jaar nam hij deel aan diverse Britse kampioenschappen. In 1988 werd hij kampioen in de 350 cc-klasse van het ACU Star-kampioenschap, in 1989 nam hij deel aan de Isle of Man TT en in 1990 werd hij kampioen in de Britse Supersport 600-klasse op een Kawasaki. In 1991 stapte hij over naar het Brits kampioenschap superbike. Dat jaar debuteerde hij ook in het wereldkampioenschap superbike in de races op Donington, waarin hij tiende en twaalfde werd. In 1992 reed hij in deze klasse in de eerste drie weekenden, waarin twee achtste plaatsen in Albacete en Hockenheim zijn beste resultaten waren, en werd hij voor het eerst kampioen in zowel de TT-F1-klasse als de hoofklasse van het Brits kampioenschap superbike.
In 1993 maakte Reynolds de overstap naar de 500 cc-klasse van het wereldkampioenschap wegrace, waarin hij op een Harris Yamaha reed. Hij behaalde zijn beste resultaten met drie negende plaatsen in de Grands Prix van Groot-Brittannië, de Verenigde Staten en de FIM. Met 42 punten werd hij vijftiende in de eindstand. In 1994 bleef hij actief in de klasse en behaalde ditmaal vier tiende plaatsen als hoogste klasseringen, in Australië, Spanje, Oostenrijk en Duitsland. Met 43 punten steeg hij naar de veertiende plaats in het kampioenschap.
In 1995 maakte Reynolds de overstap naar het WK superbike, waarin hij op een Kawasaki reed. Hij behaalde twee podiumfinishes op Brands Hatch en Assen, waardoor hij met 155 punten tiende werd in de rangschikking. In 1996 stapte hij over naar een Suzuki en was een vijfde plaats in Brno zijn beste resultaat. Met 99 punten zakte hij naar de twaalfde plaats in het klassement.
In 1997 keerde Reynolds terug naar het Brits kampioenschap superbike, waarin hij op een Ducati reed. Hij won twee races op Oulton Park en Brands Hatch en werd met 227 punten vierde in het klassement achter Niall Mackenzie, Chris Walker en Michael Rutter. Ook reed hij in drie weekenden van het WK superbike, met een zevende plaats in Sentul als beste resultaat. In 1998 won hij in de Britse klasse een race op Brands Hatch en werd hij met 252 punten opnieuw vierde, achter Mackenzie, Walker en Steve Hislop. In het WK superbike nam hij deel aan de races op Brands Hatch, met een uitvalbeurt en een veertiende plaats als resultaten. In 1999 behaalde hij zes zeges in het Britse kampioenschap op het Snetterton Motor Racing Circuit, Donington Park, Oulton Park, het Knockhill Racing Circuit, Mallory Park en Brands Hatch. Met 357 punten werd hij achter Troy Bayliss en Walker derde in de eindstand. In het WK superbike reed hij in de twee Britse raceweekenden op Donington en Brands Hatch, met een vierde plaats in het tweede wekend als beste resultaat.
In 2000 won Reynolds vier races in het Brits kampioenschap superbike op Brands Hatch, Donington, Oulton en Snetterton. Zodoende werd hij met 405 punten derde in het klassement achter Neil Hodgson en Chris Walker. In het WK superbike reed hij vier weekenden en behaalde hij zijn eerste en enige overwinning in de klasse in een van de races op Brands Hatch. In 2001 won hij twaalf van de 26 races in het Brits kampioenschap. Hierdoor werd hij met 536 punten kampioen, alhoewel hij de titel pas won nadat zijn titelrivaal Steve Hislop geblesseerd moest toekijken tijdens het laatste raceweekend. In het WK superbike reed hij wederom in de twee Britse weekenden, met een vijfde plaats op Donington als beste resultaat.
In 2002 stapte het team van Reynolds binnen het Brits kampioenschap superbike over naar motoren van Suzuki. Hij behaalde hiermee een zege op Brands Hatch en stond in zes andere races op het podium, waardoor hij met 283,5 punten zesde werd in de eindstand. In 2003 behaalde hij vier overwinningen, twee op zowel Brands Hatch als Mondello Park. Met 358 punten werd hij achter Shane Byrne tweede in het klassement. Ook reed hij zijn laatste wildcardraces in het WK superbike; hij kwam in drie weekenden in actie, waarin een pole position en een tweede plaats in de tweede race op Brands Hatch zijn beste resultaten waren.
In 2004 won Reynolds zeven races in het Brits kampioenschap superbike op Silverstone, Brands Hatch (tweemaal), Snetterton, Mallory Park en Oulton Park (tweemaal). Hij stond in elf opeenvolgende races op het podium en ondanks een minder succesvolle tweede seizoenshelft wist hij in de laatste race zijn derde titel te behalen. In 2005 brak hij zijn been bij een test voorafgaand aan het seizoen, waar zijn prestaties onder leden. Hij won geen races, maar stond wel viermaal op het podium en hij werd negende in de eindstand met 139 punten. Voorafgaand aan het laatste weekend maakte hij een zwaar ongeluk mee, waarbij hij vier ribben en zijn sleutelbeen brak en hierdoor een klaplong opliep. Ook raakte hij geblesseerd aan zijn nek en zijn rug. Hij herstelde van zijn blessure, maar besloot als gevolg van dit ongeluk wel te stoppen als motorcoureur. Na zijn carrière als coureur ging hij aan de slag als sportief manager bij Suzuki.